# Skrzydlewo
Skrzydlewo (niem. Zollerndorf) – wieś sołecka, w zachodniej Polsce, położona w województwie wielkopolskim, w powiecie międzychodzkim, w gminie Międzychód, zlokalizowana nad bezimiennymi dopływami Kamionki. Wieś położona jest około 5 km na południe od gminnego Międzychodu oraz 1 km na południe od drogi krajowej nr 24. Jeszcze kilka lat temu w składzie sołectwa wymieniano przysiółek Brzezie Łąki (in. Brzeźne Łąki).

## Historia

### Toponimia
Miejscowość pierwotnie związana była z Wielkopolską. Ma metrykę średniowieczną i istnieje co najmniej od początku XV wieku. Wymieniona po raz pierwszy w dokumencie zapisanym po łacinie z 1423 "Krzidlewo", a później także w 1424 "Krzidlowo", 1425 "Scrzidlewo", 1443 "Scrzydlewo", 1477 "Scrzedlewo, Skrzydlewo", 1499 "Scrzydlyewo", 1504 "Scridleuo", 1508 "Skrzidlewo"  Od nazwy wsi pochodzi nazwisko Crzydlowsky wspomniane w 1435. Polska nazwa występuje urzędowo do końca XIX w. Dopiero w Gemeindelexikon z 1908 r. i na mapach z początku XX wieku pojawia się pod niemiecką nazwą Zollerndorf, której znaczenie najprawdopodobniej pochodzi od czyjegoś nazwiska lub oznacza wieś celną względnie zadłużoną.

### Wiek XV
W 1429 miejscowość należała do powiatu poznańskiego Korony Królestwa Polskiego. W XV wieku była posiadłością szlachecką Nałęczów, powiązaną stosunkami własnościowymi z majątkami w Gorzyniu i Kamionnie. Najstarszy znanym właścicielem wsi był, występujący w latach 1390-1426, Dobrogost Kamieński (w 1424 r. opisywany także jako de Camona et Krzidlowo). Jego sukcesorami byli synowie Mikołaj i Andrzej. Pierwszy z nich, w 1435 roku określał się jako Nicholas Crzydlowsky, był w 1440 r. dziedzicem w Gorzyniu. Andrzej natomiast, w 1443 roku osiadł właśnie w Skrzydlewie. Obaj posiadali jednak po części wsi. Z kolei potomkiem Niemierzy Kamieńskiego, brata Dobrogosta, był Jan z Kamionnej, Kamieński (zmarły po 1447), który w 1434 r. na dwóch częściach swoich dóbr w Kamionnej, Gorzyniu i Skrzydlewie zapisał żonie Jadwidze po 100 grzywien posagu i wiana. Potomkami Mikołaja lub Andrzeja byli bracia Jan, Stanisław i Marcin, którzy w 1472 r. dokonali podziału dóbr po ojcu i matce w Gorzyniu i Skrzydlewie. Stanisław Skrzydlewski otrzymał całe Skrzydlewo, zaś jego bracia, tzw. niedzielni otrzymali do podziału Gorzyń i 3 łany sołeckie w Skrzydlewie. Być może po śmierci Jana, łany sołeckie wróciły do Stanisława, gdyż w 1477 r. zapisał on żonie Małgorzacie po 100 grzywien i posagu m.in. na 3 łanach, które sam uprawia w Skrzydlewie. Stanisław jako właściciel Skrzydlewa widnieje do roku 1485.
W 1481 r. jako właściciel Skrzydlewa pisał się Mikołaj Wata Popowski, który już w 1477 r. dokonywał jakichś rozliczeń ze Stanisławem Skrzydlewskim i jego żoną Małgorzatą. Zapewne to on jest protoplastą żyjącej do dziś w Polsce rodziny Wattów - Skrzydlewskich herbu Samson, która swoich korzeni dopatruje się właśnie w Skrzydlewie. Jednakże samego Mikołaja trudno powiązać z następnymi znanymi dziedzicami wsi. W 1508 należała do parafii Kamionna .

### Wiek XVI
W 1564 roku płacono biskupowi poznańskiemu po 4 gr fertonów z 7 łanów osiadłych. W 1580 r. Kacper Belęcki (pisownia także Bylęcki) posiadał we wsi 8 półłanków (czyli 4 łany), rolę karczemną, 5 zagrodników i 2 komorników.
Wieś szlachecka położona była w 1580 roku w powiecie poznańskim województwa poznańskiego.
W latach 1580–81 jako płatnik poboru w Skrzydlewie występuje Kasper Bylęcki, zapewne tożsamy z Kasprem Skrzydlewskim. Bylęccy (in. Belęccy) posiadali też wtedy Gralewo i Kamionną. Kasper był synem Macieja Belęckiego (zmarłego po 1575) i poślubionej około 1545 roku Anny Buszowskiej, bratem Andrzeja i Macieja Skrzydlewskich. W 1581 r. jako współwłaściciel wsi wystąpił też Jan Nadelwicz-Kręski z Przytocznej. 

W 1580 roku wieś miała własnego karczmarza. Wówczas w okolicy istniało wiele młynów wodnych, ale w samym Skrzydlewie nie było nawet wiatraków .

### Wiek XVII
W 1614 r. wspomniana została granica z Gorzyniem. Usypano na niej 34 kopce graniczne od narożnika z Głażewem, aż do narożnika z Kamionną. Od jeziora Piwniewo aż do wsi ciągnęły się wielkie błota. Między Skrzydlewem, a Kamionną znajdowało się łożysko Rybnik. 1 km na południe od wsi ciągną się wówczas, bezimienne dziś wzgórza Proppers Berge z najwyższym wzniesieniem wysokości 105,8 m n.p.m. 
Najprawdopodobniej w XVII wieku, w posiadanie wsi weszli Unrugowie z linii bukowieckiej. Pierwszym znanym właścicielem wsi z tego rodu był Krzysztof Unrug (1666-1723), pan na Pieskach, Nowym Gorzycku, Skrzydlewie i Ziemsku. Później właścicielem był też Aleksander Unrug (1696-1737), pan na Bukowcu i Skrzydlewie, zapewne syn brata Jerzego Sebastiana.

### Wiek XVIII i XIX
W okresie Wielkiego Księstwa Poznańskiego (1815-1848) miejscowość należała do wsi większych w ówczesnym pruskim powiecie Międzyrzecz w rejencji poznańskiej. Skrzydlewo należało do okręgu kwileckiego tego powiatu i stanowiło odrębny majątek, którego właścicielem był wówczas Unruh. Według spisu urzędowego z 1837 roku wieś liczyła 166 mieszkańców, którzy zamieszkiwali 21 dymów (domostw).
Potomkiem Aleksandra Unruga był Henryk Kajetan Unrug (1791-1849), dziedzic Dzięczyny, Szołowa i Skrzydlewa. W posiadaniu Unrugów wieś poświadczona była nadal w 1846 roku, lecz dalsze losy władania wsi przez ten ród nie są znane. Jako w myśl reformy z 1873 r. Skrzydlewo stała się gminą wiejską. W związku z powyższym do schyłku XVIII wieku była to wieś feudalna.
W 1890 jako wieś leżącą w powiecie międzychodzkim w parafii Kamionna opisał ją XIX wieczny Słownik geograficzny Królestwa Polskiego. Wieś miała wówczas 33 domy i 301 mieszkańców w tym 127 katolików oraz 174 protestantów. wraz z Brzezinką liczącą 3 domy i 34 mieszkańców tworzyła okrąg wiejski. Liczyła 680 hektarów powierzchni w tym 495 hektarów roli, 44 łąk oraz 58 lasu.

#### Prawa olęderskie
29 kwietnia 1785 r. Unrugowie przenieśli wieś i mieszkańców na prawo olęderskie. Koloniści mieli płacić z każdej huby (czyt. łana) 16 talarów w dukatach, licząc po 3 talary na dukata, co równało się 90 zł. Jednakże już w końcu XIX wieku nie istniała świadomość olęderskiego charakteru wsi. W 1885 r. wieś liczyła 680 ha ziemi, w tym 495 ha gruntów ornych, 44 ha łąk i 58 ha lasu. W 1905 r. spisano tu 62 indywidualne gospodarstwa domowe.

#### Religia
W XVIII wieku, wieś została zapewne zgermanizowana. Gdy w roku 1885, 127 katolików stanowiło jeszcze 42,2% mieszkańców, to 20 lat później we wsi mieszkało ich już tylko 24 (8,1%). Wśród katolików był tylko jeden Niemiec. Wieś zawsze należała do archidiecezji poznańskiej. Historycznie przypisana do parafii w Kamionnie, lecz już w 1908 r. wspomniana została w parafii katolickiej w Międzychodzie. W nieznanym bliżej czasie wróciła jednak do Kamionnej. Protestanci należeli do parafii w Międzychodzie. Formalnie inkorporowanie wsi do miejskiej parafii nastąpiło dopiero na synodzie generalnym w Lesznie w 1777 r. W 1785 r. określono powinności osady wobec kościoła (chodzi niewątpliwie o gminę ewangelicką). Nakazano wówczas płacić po 4 wiertle żyta i owsa od huby, licząc na wiertel 16 garncy miary międzychodzkiej. W 1785 r. założono tu szkołę ewangelicką, w której w XIX w. uczyła się spora liczba dzieci katolickich.

### Brzezie Łąki
Brzezie Łąki był dawnym przysiółkiem, leżącym 2 km na południowy wschód od centrum Skrzydlewa. Wspomniany został po raz pierwszy w 1846 roku jako Brzeźnica (niem. Birkowek). Przysiółek założony jednak został niewątpliwie przez Unrugów ze Skrzydlewa na długo przed połową XIX w. W latach 60. XIX w. 400-morgowy (102 ha) folwark stanowił wiano Anastazji ze Stoińskich Wąchalskiej, utracone niebawem przez jej męża Karola Gładysza, poznańskiego fabrykanta - bankruta. Majątek został zapewne rozparcelowany (pod koniec XIX w. była to wybudowa lub rozbiórka [Abbau] pod nazwą Birkvorwerk). Do początku XX wieku nie było tu więcej jak 3 domy. Największą liczbę ludności odnotowano w 1905 r. – 37. Przed 1939 r. mieszkało tu 2 chłopów, najprawdopodobniej narodowości niemieckiej. Walter Petzold, z żoną Hildegardą z domu Brondtke oraz dziećmi Ulrichem, Helgą i Jürgenem, gospodarował areałem rolnym o powierzchni 60,5 ha. Jego sąsiadem był Günther Ortel, mającym mniejsze, bo 18-hektarowe gospodarstwo. Ponadto w tym czasie mieszkało tu jeszcze 8 polskich rodzin robotniczych oraz polski parobek i służąca. W okresie międzywojennym nazwę osady spolszczona na Brzeziełąki. Choć osada wspomniana została jeszcze w wykazie urzędowym z 1980 r., jej nazwa nie zaistniała na żadnej mapie po roku 1975.

### Wiek XX i czasy najnowsze
W latach 1975–1998 miejscowość administracyjnie należała do województwa gorzowskiego. Po wojnie we wsi funkcjonowało gospodarstwo PGR.

## Demografia

### Historyczne spisy ludności
Olędry z 1785 r. obejmowały 22 dymy, w 1837 r. doliczono się o jeden dym mniej. W 1885 roku były tu już 33 domy, w 1905 r. – 35. W 1982 roku w Skrzydlewie pobudowanych było już tylko 21 budynków. Według danych z roku 2000 w Skrzydlewie znajdowało się 36 gospodarstw domowych.
Według spisu z roku 1837, w wiosce doliczono się 166 dusz. Liczba ta niemal podwoiła się pół wieku później. Wówczas w Skrzydlewie mieszkała rekordowa liczba 301 mieszkańców, co kwalifikowało w tamtych czasach wieś jako dużą. Ostatnimi czasy miejscowość sukcesywnie się wyludnia. W 1970 roku liczyła 174 osób, a 18 lat później o 1/3 mniej.

### Współczesność
Skrzydlewo od kilkudziesięciu lat pozostaje bardzo małą, konsekwentnie wyludniającą się jednostką wiejską. Według danych GUS-u z 2009 roku, wioska liczyła 105 zameldowanych mieszkańców. Pod tym względem dało to sołectwu zaledwie 22 miejsce na 26 wsi sołeckich w gminie Międzychód. 

Struktura płci w Skrzydlewie wykazuje zdecydowaną przewagę kobiet nad mężczyznami. Wskaźnik feminizacji w roku 2009, wynosił 123 kobiety na 100 mężczyzn i tym samym był drugim z najwyższych w gminie.

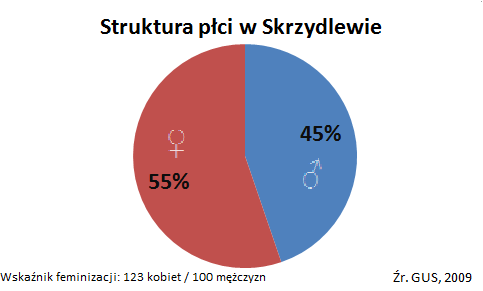
Struktura płci w Skrzydlewie (rok 2009)

Struktura wieku wsi jest względnie stabilna. Skrzydlewo wyróżnia drugi pod względem wysokości odsetek zamieszkałej ludności w wieku produkcyjnym (18-64) w gminie, wynoszący 73,3%. Wskaźnik obciążenia demograficznego jest niewysoki i wynosi zaledwie 11,7 osób w wieku poprodukcyjnym na 100 osób w wieku produkcyjnym. Niepokojący jest natomiast odsetek dzieci i młodzieży (<18 roku życia), wynoszący w 2009 roku 18,1%, czyli mniej niż średnia powiatowa (21,1%) i gminna (20,5%). W związku ze postępującym procesem starzenia się społeczeństwa, prognozować można dalsze wyludnianie się miejscowości, poprzez intensywniejszy wzrost osób wchodzących z wieku produkcyjnego w wiek poprodukcyjny oraz malejącą liczbą urodzeń.

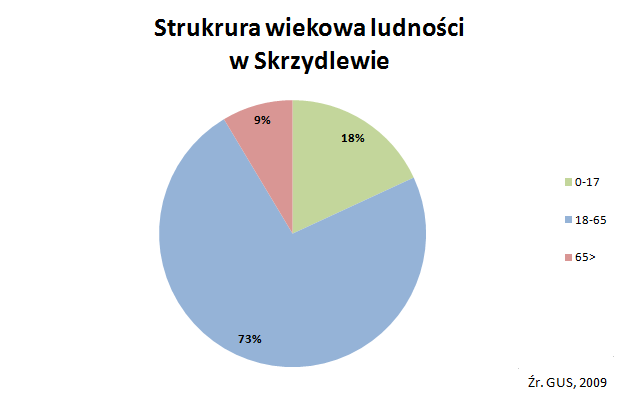
Struktura wieku w Skrzydlewie (rok 2009)

## Gosporadka

### Przedsiębiorczość
W 2010 roku w Skrzydlewie zarejestrowanych było 6 podmiotów gospodarki narodowej zarejestrowanych w rejestrze REGON. Wszystkie podmioty należały do sektora usług. Oznaczało to wzrost o 16,7% w stosunku do roku poprzedniego.
| rok      | 2009 | 2010 |
| -------- | ---- | ---- |
| podmioty | 5    | 6    |

Wskaźnik przedsiębiorczości w roku 2009 wyniósł 21 os. / 1 podmiot gosp. W porównaniu do innych wsi w gminie Międzychód jest to jedna w najniższych rejestrowanych wartości.

 
W miejscowości dominują przedsiębiorstwa małe sektora prywatnego – wszystkie rejestrowane jednostki gospodarcze nie zatrudniają więcej niż 9 pracowników.
| Rodzaj                                            | Ilość | %    |
| ------------------------------------------------- | ----- | ---- |
| Osoby fizyczne prowadzące działalność gospodarczą | 4     | 80%  |
| Spółka handlowa                                   | 1     | 20%  |
| w tym s.h. z kapitałem zagranicznym               | 1     | 20%  |
| razem                                             | 5     | 100% |

Większość firm prowadzona jest jako działalność gospodarcza osób fizycznych. Zarejestrowana jest tu także jedna spółka z udziałem kapitału zagranicznego.
| Sekcja | 2009 | 2010 |
| ------ | ---- | ---- |
| C      | 1    | 1    |
| G      | 4    | 4    |
| K      | -    | 1    |
| razem  | 5    | 6    |

Wśród działalności gospodarczych w Skrzydlewie dominują firmy z sektora usług. Tylko jedna firma zajmowała się produkcją wyrobów z drewna.

## Administracja samorządowa
Sołectwo należy do 9. okręgu wyborczego w wyborach parlamentarnych i do 9. w samorządowych gminy Międzychód.